# Марин, Гладис
Гла́дис дель Кармен Мари́н Милли (исп. Gladys del Carmen Marín Millie, 18 июля 1937, Курепто, Чили — 6 марта 2005, Сантьяго, Чили) — чилийский политик, генеральный секретарь Коммунистической партии Чили с 1994 по 2002 и председатель КПЧ с 2002 по 2005, поэтесса.

## Биография
Родилась в семье крестьянина и учительницы. Получила образование в городе Талаганте. В 11-летнем возрасте попала в Сантьяго. По профессии учитель.
Во второй половине 1950-х годов, учась в педагогическом училище, стала принимать участие в деятельности местной студенческой организации, а в дальнейшем возглавила её.
В 1958 году вступила в Коммунистическую молодёжь Чили (исп. Juventudes Comunistas de Chile), в 1963 была избрана её генеральным секретарем. Избиралась депутатом Национального конгресса от Сантьяго в 1965, 1969 и 1973 годах.
После военного переворота 11 сентября 1973 года некоторое время Марин находилась в подполье, затем в течение восьми месяцев укрывалась в Посольстве Нидерландов в столице Чили, до того момента, когда смогла выехать за границу.
Вскоре после этого, в 1976 году, в то время, как она пребывала в Коста-Рике, её муж, член Политкомиссии ЦК КПЧ и университетский преподаватель, Хорхе Муньос был схвачен на улице Конференция агентами спецслужбы (ДИНА) и пропал без вести.
В 1978 году нелегально вернулась на родину и в дальнейшем принимала самое активное участие в руководстве Компартии. В 1984 году была избрана заместителем генерального секретаря КПЧ, а в 1994 году возглавила партию.
В январе 1998 года первой в Чили подала иск против Аугусто Пиночета, обвинив его в похищении своего мужа. В 1999 году приняла участие в президентских выборах в качестве кандидата от КПЧ, набрав 3,19 % голосов. В 2002 году на съезде КПЧ её избрали председателем партии.
В феврале 2004 года представила свою автобиографическую книгу La vida es hoy ("Жизнь – это сейчас").
В сентябре 2003 года у неё была обнаружена опухоль головного мозга. В Швеции злокачественная опухоль была удалена. Затем она проходила лечение на Кубе по личному приглашению Фиделя Кастро. Однако в 2005 году, несмотря на усилия медиков, Марин скончалась в своем доме в Сантьяго.
По смерти Гладис Марин президент Чили Рикардо Лагос (Социалистическая партия Чили) объявил двухдневный общенациональный траур. В последний путь лидера Компартии провожали от полумиллиона до миллиона человек. Викарий Чили кардинал Серхио Баэса отслужил воскресную мессу, посвятив её Гладис Марин и сказал:
…чилийцы потеряли великого человека, женщину и политического лидера, которая все свои силы и саму жизнь отдала борьбе за справедливость, за социальный мир в стране…
В честь Гладис Марин была переименована одна из улиц Сантьяго.